# Umzugskostenbeihilfe
Die Umzugskostenbeihilfe war in Deutschland eine spezielle, bis zum 31. Dezember 2008 in § 54 SGB III a. F. gesetzlich geregelte Ermessensleistung, die einem in ein Beschäftigungsverhältnis vermittelten Arbeitnehmer von der Bundesagentur für Arbeit gewährt werden konnte, wenn für die Aufnahme der neuen Beschäftigung ein Umzug unumgänglich war und plausibel gemacht werden konnte, dass der vermittelte Arbeitnehmer die Kosten nicht zumutbar selber tragen konnte.

## Abschaffung der Umzugsbeihilfe zum 31. Dezember 2008
Als speziell genannte Leistung wurde die Umzugskostenbeihilfe mit Wirkung ab 1. Januar 2009 durch das Gesetz zur Neuausrichtung der
arbeitsmarktpolitischen Instrumente vom 21. Dezember 2008 abgeschafft. Stattdessen wurde das so genannte Vermittlungsbudget geschaffen, aus dem die Aufnahme einer versicherungspflichtigen Beschäftigung gefördert werden kann. Die Förderung aus dem Vermittlungsbudget war bis 31. März 2012 in § 45 SGB III a.F. geregelt, seit dem 1. April 2012 richtet sie sich nach § 44 SGB III.
Die Einführung des Vermittlungsbudgets wurde damit begründet, dass es eine flexible Förderung ermögliche und dass ein Mentalitätswechsel bei der individuellen Förderung herbeigeführt werden solle. Im Mittelpunkt solle nicht die Frage stehen, welche Leistungen beantragt werden könnten, sondern ob und welche Vermittlungshemmnisse schnell beseitigt werden müssten.
Es liegt heute im Ermessen des Sachbearbeiters, ob er als Mobilitätshilfe aus dem Vermittlungsbudget einen Zuschuss zu erforderlichen Umzugskosten gewährt.

## Frühere Voraussetzungen für den Anspruch
- Erfolgreiche Vermittlung in ein Arbeitsverhältnis, das außerhalb des maximal zumutbaren Tagespendelbereichs (jetzt § 140 Abs. 4 SGB III) liegt,
- formloser Antrag am bisherigen Wohnort,
- Zusicherung der Kostenübernahme bevor die Kosten tatsächlich entstanden waren,
- Mit dem Antrag mussten Vergleichsangebote mehrerer Umzugsunternehmen eingereicht werden, aus denen deutlich wurde, dass das beauftragte Umzugsunternehmen das Günstigste war.
- Es wurden lediglich die Kosten für den Transport übernommen, nicht für das Ein- und Auspacken der Umzugskartons.
- Die Dienstleistung musste gegen Rechnung erbracht werden; die Rechnung war dem Antrag beizufügen